# Itacaré

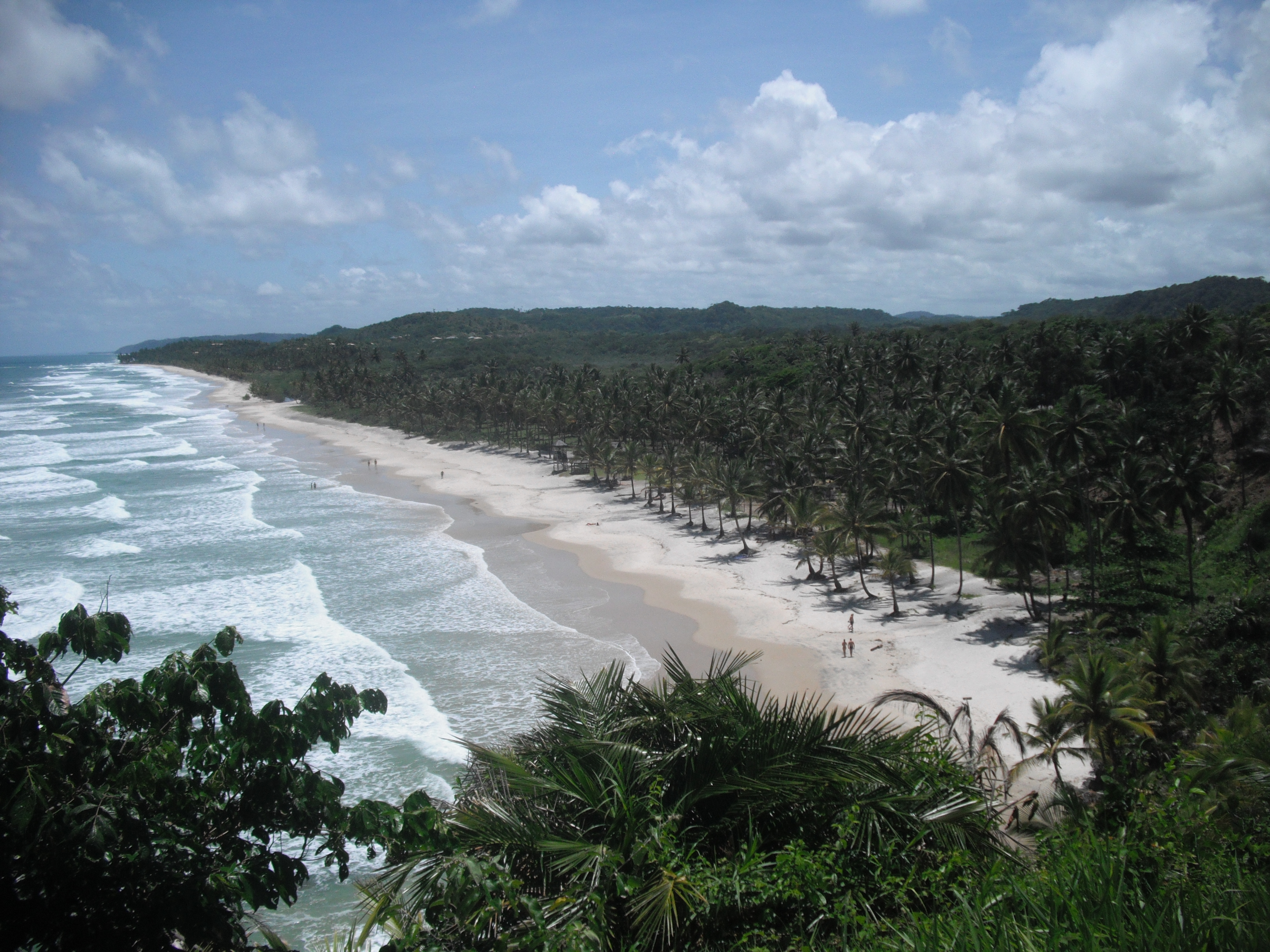

Itacaré este un oraș în statul Bahia (BA) din Brazilia.